# كهف شوفين
يقعُ كهف شوفين (بالإسبانية: Chufín Cave)‏ في بلدة ريكلون في ريونانسا (قنطبرية) بدولة إسبانيا. يقعُ هذا الكهف عند التقاء نهري لاماسون ونانسا. العديد من الكهوف المزينة بالفن الصخري تبرز المنحدرات الشديدة فوق الماء. شوفين هو أحد الكهوف المدرجَة في قائمة اليونسكو لمواقع التراث العالمي في إسبانيا. اكتشفه المصوّر مانويل دي كوس بوربولا، وهو من مواليد راباغو (قنطبرية أو كانتابريا). عُثر في كهف شوفين على مستويات مختلفة من الترسبات وغيرها، ويعودُ أقدمها إلى حوالي 20000 عام. يحتوي الكهف الصغير على بعض النقوش واللوحات الدقيقة للغزلان الأحمر والماعز والماشية. وكلها ممثلة بشكل تخطيطي للغاية، كما وُجدَ في الكهف العديد من الرموز. مجموعة واحدة تُسمَّى «النوع العصي»، وهناك أيضًا العديد من الرسومات باستخدام النقاط بما في ذلك الرسم الذي تم تفسيره على أنه تمثيل للفرج.

## روابط خارجية
- الجدول الزمني البشري (تفاعلي) - سميثسونيان. المتحف الوطني للتاريخ الطبيعي (أغسطس 2016).